# Charma
Charmes és un municipi francès, situat al departament de l'Alier i a la regió d'Alvèrnia-Roine-Alps. L'any 2007 tenia 337 habitants.

## Demografia

### Població
El 2007 la població de fet de Charmes era de 337 persones. Hi havia 133 famílies de les quals 32 eren unipersonals (12 homes vivint sols i 20 dones vivint soles), 57 parelles sense fills, 36 parelles amb fills i 8 famílies monoparentals amb fills.
La població ha evolucionat segons el següent gràfic:
Habitants censats

### Habitatges
El 2007 hi havia 167 habitatges, 141 eren l'habitatge principal de la família, 14 eren segones residències i 12 estaven desocupats. 165 eren cases i 1 era un apartament. Dels 141 habitatges principals, 112 estaven ocupats pels seus propietaris, 21 estaven llogats i ocupats pels llogaters i 7 estaven cedits a títol gratuït; 9 tenien dues cambres, 24 en tenien tres, 48 en tenien quatre i 60 en tenien cinc o més. 135 habitatges disposaven pel capbaix d'una plaça de pàrquing. A 53 habitatges hi havia un automòbil i a 77 n'hi havia dos o més.

### Piràmide de població
La piràmide de població per edats i sexe el 2009 era:
| Homes | Edats   | Dones |
| ----- | ------- | ----- |
| 0     | 95 o +  | 0     |
| 4     | 90 a 94 | 4     |
| 0     | 85 a 89 | 8     |
| 4     | 80 a 84 | 4     |
| 16    | 75 a 79 | 16    |
| 0     | 70 a 74 | 0     |
| 4     | 65 a 69 | 4     |
| 8     | 60 a 64 | 0     |
| 8     | 55 a 59 | 8     |
| 16    | 50 a 54 | 20    |
| 16    | 45 a 49 | 4     |
| 4     | 40 a 44 | 4     |
| 12    | 35 a 39 | 12    |
| 4     | 30 a 34 | 4     |
| 32    | 25 a 29 | 16    |
| 0     | 20 a 24 | 8     |
| 12    | 15 a 19 | 8     |
| 16    | 10 a 14 | 12    |
| 8     | 5 a 9   | 0     |
| 8     | 0 a 4   | 8     |

## Economia
El 2007 la població en edat de treballar era de 219 persones, 163 eren actives i 56 eren inactives. De les 163 persones actives 147 estaven ocupades (89 homes i 58 dones) i 16 estaven aturades (5 homes i 11 dones). De les 56 persones inactives 18 estaven jubilades, 18 estaven estudiant i 20 estaven classificades com a «altres inactius».

### Ingressos
El 2009 a Charmes hi havia 141 unitats fiscals que integraven 357 persones, la mediana anual d'ingressos fiscals per persona era de 16.813 €.

### Activitats econòmiques
Dels 14 establiments que hi havia el 2007, 1 era d'una empresa de fabricació d'altres productes industrials, 7 d'empreses de construcció, 1 d'una empresa de comerç i reparació d'automòbils, 1 d'una empresa immobiliària, 2 d'empreses de serveis i 2 d'empreses classificades com a «altres activitats de serveis».
Dels 6 establiments de servei als particulars que hi havia el 2009, 1 era una funerària, 1 guixaire pintor, 2 fusteries, 1 lampisteria i 1 perruqueria.
L'any 2000 a Charmes hi havia 23 explotacions agrícoles que ocupaven un total de 1.078 hectàrees.

## Poblacions més properes
El següent diagrama mostra les poblacions més properes.